# Copa del Rey de baloncesto 2013
La 77.ª edición de la Copa del Rey de baloncesto se disputó en el pabellón Fernando Buesa Arena de Vitoria del 7 al 10 de febrero de 2013. Es la 4.ª edición disputada en Vitoria con el formato actual de final a ocho, tras las jugadas en 2000, 2002 y 2008, a las que hay que añadir las dos finales disputadas a partido único en 1967 y 1971.
Momentos antes de la celebración de la final se produjo una fuerte pitada y abucheo a Juan Carlos I, jefe del Estado español y al himno de España, suceso que provocó una gran indignación en algunos sectores de la sociedad española.
El campeón del torneo fue el FC Barcelona Regal, que en el camino a la final derrotó al Real Madrid en cuartos de final tras dos prórrogas, y al Caja Laboral en semifinales. En la final el conjunto entrenado por Xavi Pascual venció por 85-69 a un Valencia Basket que en su camino a la final había vencido al Asefa Estudiantes en cuartos de final, y al Herbalife Gran Canaria en semifinales. Con esta victoria, el FC Barcelona Regal volvió a ser el equipo que más veces ha ganado la competición (23), junto con el Real Madrid. Pete Mickeal del FC Barcelona Regal fue elegido como MVP del torneo.

## Equipos participantes
Los siete primeros clasificados después de la primera mitad de la liga regular se clasificaron para el torneo. Como el Caja Laboral, el equipo anfitrión, terminó entre los siete primeros, el octavo clasificado se unió a la Copa del Rey.
| Pos | Equipo                 | J  | G  | P | P.F. | P.C. | +/-  | Sorteo            |
| --- | ---------------------- | -- | -- | - | ---- | ---- | ---- | ----------------- |
| 1   | Real Madrid            | 17 | 16 | 1 | 1512 | 1302 | +210 | Cabezas de serie  |
| 2   | Caja Laboral           | 17 | 14 | 3 | 1405 | 1286 | +119 | Cabezas de serie  |
| 3   | Valencia Basket        | 17 | 12 | 5 | 1401 | 1301 | +100 | Cabezas de serie  |
| 4   | Herbalife Gran Canaria | 17 | 12 | 5 | 1275 | 1208 | +67  | Cabezas de serie  |
| 5   | Uxue Bilbao Basket     | 17 | 11 | 6 | 1384 | 1302 | +82  | Equipos restantes |
| 6   | CAI Zaragoza           | 17 | 10 | 7 | 1310 | 1230 | +80  | Equipos restantes |
| 7   | FC Barcelona Regal     | 17 | 9  | 8 | 1323 | 1201 | +122 | Equipos restantes |
| 8   | Asefa Estudiantes      | 17 | 9  | 8 | 1384 | 1312 | +72  | Equipos restantes |

## Sorteo
El sorteo se ha llevado a cabo en Vitoria el 14 de enero de 2013. Los cuatro primeros equipos clasificados están en el bombo 1 y se enfrentarán a cada uno con los otros cuatro equipos clasificados. No hay restricciones en el sorteo para las semifinales.
Como novedad, el primer equipo clasificado jugó su partido el jueves.

## Resultados
|  | Cuartos de final   | Cuartos de final |                 |                    | Semifinales  | Semifinales  |  |                    | Final         | Final         |  |
|  | 7 y 8 de febrero   | 7 y 8 de febrero |                 |                    | 9 de febrero | 9 de febrero |  |                    | 10 de febrero | 10 de febrero |  |
|  |                    |                  |                 |                    |              |              |  |                    |               |               |  |
|  |                    |                  |                 |                    |              |              |  |                    |               |               |  |
|  | Real Madrid        | 108              |                 |                    |              |              |  |                    |               |               |  |
|  | Real Madrid        | 108              |                 |                    |              |              |  |                    |               |               |  |
|  | FC Barcelona Regal | 111              |                 |                    |              |              |  |                    |               |               |  |
|  | FC Barcelona Regal | 111              |                 | FC Barcelona Regal | 80           |              |  |                    |               |               |  |
|  |                    |                  |                 | FC Barcelona Regal | 80           |              |  |                    |               |               |  |
|  |                    |                  | Caja Laboral    | 69                 |              |              |  |                    |               |               |  |
|  | Caja Laboral       | 88               | Caja Laboral    | 69                 |              |              |  |                    |               |               |  |
|  | Caja Laboral       | 88               |                 |                    |              |              |  |                    |               |               |  |
|  | CAI Zaragoza       | 64               |                 |                    |              |              |  |                    |               |               |  |
|  | CAI Zaragoza       | 64               |                 |                    |              |              |  | FC Barcelona Regal | 85            |               |  |
|  |                    |                  |                 |                    |              |              |  | FC Barcelona Regal | 85            |               |  |
|  |                    |                  | Valencia Basket | 69                 |              |              |  |                    |               |               |  |
|  | Valencia Basket    | 77               | Valencia Basket | 69                 |              |              |  |                    |               |               |  |
|  | Valencia Basket    | 77               |                 |                    |              |              |  |                    |               |               |  |
|  | Asefa Estudiantes  | 59               |                 |                    |              |              |  |                    |               |               |  |
|  | Asefa Estudiantes  | 59               |                 | Valencia Basket    | 83           |              |  |                    |               |               |  |
|  |                    |                  |                 | Valencia Basket    | 83           |              |  |                    |               |               |  |
|  |                    |                  | Herbalife GC    | 72                 |              |              |  |                    |               |               |  |
|  | Herbalife GC       | 74               | Herbalife GC    | 72                 |              |              |  |                    |               |               |  |
|  | Herbalife GC       | 74               |                 |                    |              |              |  |                    |               |               |  |
|  | Uxue Bilbao Basket | 62               |                 |                    |              |              |  |                    |               |               |  |
|  | Uxue Bilbao Basket | 62               |                 |                    |              |              |  |                    |               |               |  |
|  |                    |                  |                 |                    |              |              |  |                    |               |               |  |

### Cuartos de final
| 7 de febrero de 2013 19:00 (CET) | Real Madrid                                         | 108–111              | FC Barcelona Regal                          | Vitoria |  |
|                                  | Parciales: 18–25, 28–24, 14–15, 17–13 (T.E.: 31–34) |                      |                                             | |  |
|                                  | Estadísticas Llull 23 Fernández 7 Rodríguez 8       | Reporte Pts Reb Asts | Estadísticas 26 Mickeal 11 Tomić 10 Huertas | Pabellón: Fernando Buesa Arena Asistencia: 14.500 espectadores Árbitros: Daniel Hierrezuelo Vicente Bultó Benjamín Jiménez Trujillo Televisión: |  |

| 7 de febrero de 2013 21:30 (CET) | Caja Laboral                                            | 88–64                | CAI Zaragoza                                     | Vitoria |  |
|                                  | Parciales: 23–24, 17–17, 29–13, 19–10                   |                      |                                                  | |  |
|                                  | Estadísticas Lampe 17 Nocioni 7 Heurtel, San Emeterio 4 | Reporte Pts Reb Asts | Estadísticas 23 Aguilar 6 Norel 2 Llompart, Roll | Pabellón: Fernando Buesa Arena Asistencia: 14.500 espectadores Árbitros: Juan Carlos Arteaga Miguel Ángel Pérez Pérez Óscar Perea |  |

| 8 de febrero de 2013 19:00 (CET) | Valencia Basket                                           | 77–59                | Asefa Estudiantes                                | Vitoria |  |
|                                  | Parciales: 15-13, 22-12, 19-16, 21-18                     |                      |                                                  | |  |
|                                  | Estadísticas Faverani 23 Faverani, Marković 11 Marković 5 | Reporte Pts Reb Asts | Estadísticas 16 Granger 5 Gabriel 5 J. Fernández | Pabellón: Fernando Buesa Arena Asistencia: 14.200 espectadores Árbitros: José Antonio Martín Bertrán Juan Carlos García González Francisco José Araña Televisión: |  |

| 8 de febrero de 2013 21:30 (CET) | Herbalife Gran Canaria                      | 74–62                | Uxue Bilbao Basket                                            | Vitoria |  |
|                                  | Parciales: 21-19, 17-15, 17-15, 19-13       |                      |                                                               | |  |
|                                  | Estadísticas Rey 22 Rey 8 Nelson, Toolson 5 | Reporte Pts Reb Asts | Estadísticas 15 Mumbrú 6 Hamilton 3 Zisis, Lopez, Vasileiadis | Pabellón: Fernando Buesa Arena Asistencia: 13.600 espectadores Árbitros: Emilio Pérez Pizarro Antonio Conde Carlos Cortés |  |

### Semifinales
| 9 de febrero de 2013 19:00 (CET) | Caja Laboral                                     | 69–80                | FC Barcelona Regal                         | Vitoria |  |
|                                  | Parciales: 19-18, 20-17, 18-20, 12-25            |                      |                                            | |  |
|                                  | Estadísticas Lampe 15 Lampe, Nocioni 5 Heurtel 4 | Reporte Pts Reb Asts | Estadísticas 20 Navarro 10 Tomić 9 Huertas | Pabellón: Fernando Buesa Arena Asistencia: 15.085 espectadores Árbitros: Juan Carlos Arteaga Emilio Pérez Pizarro Benjamín Jiménez Trujillo Televisión: |  |

| 9 de febrero de 2013 21:30 (CET) | Valencia Basket                                            | 83–72                | Herbalife Gran Canaria                            | Vitoria |  |
|                                  | Parciales: 17-10, 22-12, 20-23, 24-27                      |                      |                                                   | |  |
|                                  | Estadísticas Doellman 21 Doellman, Faverani 5 San Miguel 6 | Reporte Pts Reb Asts | Estadísticas 17 Toolson 6 Nelson, Newley 6 Nelson | Pabellón: Fernando Buesa Arena Asistencia: 14.200 espectadores Árbitros: José Antonio Martín Bertrán Antonio Conde Carlos Cortés |  |

### Final
| 10 de febrero de 2013 19:00 (CET) | FC Barcelona Regal                         | 85–69                | Valencia Basket                                                             | Vitoria |  |
|                                   | Parciales: 17-18, 19-15, 25-20, 24-16      |                      |                                                                             | |  |
|                                   | Estadísticas Mickeal 14 Lorbek 7 Huertas 8 | Reporte Pts Reb Asts | Estadísticas 14 Doellman, Marković 6 Doellman, Faverani 3 Ribas, San Miguel | Pabellón: Fernando Buesa Arena Asistencia: 14.120 espectadores Árbitros: Juan Carlos Arteaga Antonio Conde Benjamín Jiménez Trujillo Televisión: |  |

| Campeones de la Copa del Rey 2013 |
| --------------------------------- |
| FC Barcelona Regal 23.º título    |

## MVP de la Copa
- Pete Mickeal

## Impacto
La Copa del Rey de Vitoria 2013 ha pulverizado el récord de espectadores en el evento, superando por primera vez la barrera de los 100.000 aficionados. Concretamente, a lo largo de los siete partidos al Fernando Buesa Arena se registró una asistencia total de 100.205, lo que supone 14.315 seguidores por encuentro. Esta marca mejora notablemente el récord previo, de 97.276 totales y 13.897 de media, fijado en la edición de Bilbao 2010.

### Una audiencia millonaria
La Copa del Rey tuvo una audiencia media total de 5.983.400 espectadores en La 1, superando los seis millones con las retransmisiones en directo por Internet. Estas cifras suponen un incremento de un 41% respecto a la pasada edición, que reunió delante de la televisión a 4.230.400 espectadores.
La final entre F. C. Barcelona Regal y Valencia Basket Club reunió a 1.989.200 espectadores en La 1, convirtiéndose en la tercera final más vista de la Copa del Rey desde que se registran datos de audiencia (1992 en adelante), solo por detrás de 2010 (F. C. Barcelona Regal – Real Madrid; 2.385.000) y 2005 (Unicaja – Real Madrid; 2.083.000).
El partido de cuartos de final entre F. C. Barcelona Regal y Real Madrid reunió a una media de 1.826.200 espectadores en La 1, convirtiéndose en el partido más visto de cuartos de final o semifinales de la Copa del Rey en los últimos 14 años. En el citado encuentro, 3.681.500 espectadores vieron el desenlace de la segunda prórroga, convirtiéndose en el segundo espacio más visto de La 1 (el primero fue la serie “Cuéntame cómo paso”) y uno de los 20 programas más vistos de la televisión en la semana del 4 al 10 de febrero.
Estos dos encuentros se encuentran entre las seis emisiones más vistas de la Copa del Rey de las últimas 14 ediciones:
| Pos. | Edición | Ronda            | Partido                                 | Audiencia |
| ---- | ------- | ---------------- | --------------------------------------- | --------- |
| 1    | 2010    | Final            | F. C. Barcelona Regal – Real Madrid     | 2.385.000 |
| 2    | 2005    | Final            | Unicaja – Real Madrid                   | 2.083.000 |
| 3    | 2013    | Final            | F. C. Barcelona Regal – Valencia Basket | 1.989.200 |
| 4    | 2011    | Final            | F. C. Barcelona Regal – Real Madrid     | 1.904.700 |
| 5    | 2007    | Final            | F. C. Barcelona Regal – Real Madrid     | 1.871.600 |
| 6    | 2013    | Cuartos de final | F. C. Barcelona Regal – Real Madrid     | 1.826.200 |

### La Copa del Rey se vio en 100 países
La Copa del Rey de Vitoria 2013 ha batido también el récord de difusión internacional, pudiendo verse en 100 países de cuatro continentes. Entre ellos, seis de los países más poblados del mundo, China, India, Estados Unidos, Indonesia, Brasil y Nigeria, y regiones tan fieles al baloncesto como Argentina, Israel, Grecia, Francia, Turquía, Serbia o Croacia, entre otros.

### La Copa del Rey también crece en anotación
La Copa del Rey también ha crecido de forma notable en anotación, con 78,6 puntos de media y aumentando en hasta 6,3 el promedio por equipo respecto a la pasada edición (72,3).
Con 1.101 puntos, Vitoria 2013 ha sido la edición más anotadora desde 2009 (1.123) y la segunda con mejor registro en los últimos nueve años.
Asimismo, el F. C. Barcelona Regal ha sido el campeón más anotador de las últimas 26 ediciones. Desde 1987, nadie había ganado la Copa con un promedio realizador de 92 puntos como ha conseguido el equipo blaugrana.

### Reacciones
Albert Agustí, director general ejecutivo de la ACB, ha valorado la Copa del Rey de Vitoria 2013 como “un éxito total. Será una Copa del Rey que recordaremos siempre por el baloncesto y la extraordinaria acogida y respuesta de la ciudad de Vitoria y en general, Álava y todo Euskadi, y del apoyo total de sus máximas instituciones”.
El directivo ha destacado “la importancia del récord de asistencia. La sociedad española atraviesa una profunda crisis económica, pero nuestros seguidores han respondido como nunca, se han vendido más entradas que nunca y el pabellón ha tenido una magnífica imagen incluso cuando no jugaba el equipo local”.
“El partido entre F.C. Barcelona Regal y Real Madrid fue, posiblemente, uno de los mejores de la historia y puso el listón de la Copa del Rey muy alto, pero como demuestran las audiencias de televisión, la atención ha seguido siendo máxima hasta la final, certificando el enorme interés de un evento como la Copa del Rey”, explica Agustí, que no olvida “la enorme dimensión internacional que ha alcanzado el trofeo” y remarca el hecho de que “indudablemente, la Copa del Rey crece cada año, consolidándose como una marca de éxito”.
Por último, Agustí ha querido “felicitar al F.C. Barcelona Regal por el título de la Copa del Rey y, en general a todos los que han hecho posible esta gran fiesta del baloncesto”.